# Municipio de Industry-Rock Falls
El municipio de Industry-Rock Falls (en inglés: Industry-Rock Falls Township) es un municipio ubicado en el condado de Phelps en el estado estadounidense de Nebraska. En el año 2010 tenía una población de 238 habitantes y una densidad poblacional de 1,29 personas por km².

## Geografía
El municipio de Industry-Rock Falls se encuentra ubicado en las coordenadas 40°23′39″N 99°31′49″O / 40.39417, -99.53028. Según la Oficina del Censo de los Estados Unidos, el municipio tiene una superficie total de 184.23 km², de la cual 184,23 km² corresponden a tierra firme y (0 %) 0 km² es agua.

## Demografía
Según el censo de 2010, había 238 personas residiendo en el municipio de Industry-Rock Falls. La densidad de población era de 1,29 hab./km². De los 238 habitantes, el municipio de Industry-Rock Falls estaba compuesto por el 99,58 % blancos, el 0,42 % eran amerindios. Del total de la población el 2,1 % eran hispanos o latinos de cualquier raza.